# Robin Gavelin-Miranda
Robin Gavelin-Miranda (1994) è un giocatore di football americano svedese, che gioca come wide receiver per gli Stockholm Mean Machines.

## Palmarès
- 2 SM-final (2019, 2022)